# Piano di risanamento
Il piano di risanamento è un istituto giuridico previsto dalla legge italiana.
È previsto dall'art. 67, terzo comma, lett. d, della legge fallimentare italiana, introdotto dal decreto legge 14 marzo 2005, n. 35 convertito nella legge 14 maggio 2005, n. 80.
Con esso si dichiarano esentati dalla azione revocatoria fallimentare gli atti posti in essere in esecuzione del piano. Pertanto, la legge detta per questo istituto un frammento di disciplina senza definirne, se non per sommi capi, la fattispecie e il contenuto.

## Fattispecie e contenuto
Bisogna allora fare un passo indietro e descrivere come un imprenditore può trovarsi in una situazione di questo tipo. Il piano prevede il compimento di atti funzionali al risanamento dell'esposizione debitoria dell'impresa e ad assicurare il riequilibrio della situazione finanziaria. 
Da ciò si deduce che il presupposto oggettivo del piano sia una situazione di  crisi transitoria, che l'imprenditore ritiene superabile attraverso la predisposizione del piano.

## Esenzione dalla revocatoria fallimentare
La predisposizione di un piano di risanamento incide sugli atti pregiudizievoli ai creditori, ossia sulla disciplina della revocatoria fallimentare: l'art. 67, terzo comma, lett. d, l. fall. elenca tra le esenzioni dalla revocatoria gli atti, i pagamenti e le garanzie concesse su beni del debitore in esecuzione del piano.
Il legislatore ha, quindi, subordinato l'esenzione alla contemporanea ricorrenza delle seguenti condizioni:
- che il piano appaia idoneo a consentire il risanamento dell'esposizione debitoria dell'impresa;
- che il piano appaia idoneo ad assicurare il riequilibrio della situazione finanziaria dell'impresa;
- che la ragionevolezza del piano sia attestata dalla relazione asseverata di un revisore contabile in possesso dei requisiti professionali per essere nominato curatore fallimentare, che sia quindi un avvocato, dottore commercialista, ragioniere o ragioniere commercialista operante anche in forma di associazione professionale o società di professionisti.

## Aspetti problematici
Molte sono le critiche che sono state mosse al legislatore dopo la modifica dell'art. 67 l. fall.; ad esempio, ci si deve chiedere se il requisito di idoneità utilizzato nella definizione debba essere soddisfatto solo nel momento della redazione del piano o se debba essere sempre valido; viene, inoltre, criticato il fatto che la norma detta solo i requisiti di idoneità e ragionevolezza senza soffermarsi né sui modi né sui contenuti del piano.
Di sicuro la volontà del legislatore nell'apportare le modifiche all'art. 67 è stata quella di trovare soluzioni stragiudiziali della crisi che, da un lato, non facciano venir meno il principio della par condicio creditorum ma che, dall'altro versante, tutelino il debitore, dandogli la possibilità di risanare l'impresa avendo come obiettivo di salvaguardare il patrimonio aziendale e la capacità dell'impresa di produrre ricchezza.